# الفورد
الفورد (به انگلیسی: Elford) یک روستا و محله مدنی در بریتانیا است که در لیچفیلد واقع شده‌است. الفورد ۶۳۲ نفر جمعیت دارد.